# Mnemosyne (album)
Pour les articles homonymes, voir Mnémosyne (homonymie).
Albums de Jan Garbarek et The Hilliard Ensemble
Rites
(1998) In Praise of Dreams
(2003)
Mnemosyne est un album sorti le 13 avril 1999 par The Hilliard Ensemble en collaboration avec le saxophoniste norvégien de jazz Jan Garbarek sous le label allemand Edition of Contemporary Music (ECM).
L'album comprend des œuvres d'origines très diverses: des traditionnels basque, péruvien, de la musique ancienne des compositeurs Thomas Tallis, Guillaume Dufay, et des compositions contemporaines de Veljo Tormis, ainsi que deux compositions de Garbarek.

## Liste des titres
| No  | Titre                          | Auteur                     | Durée |
| --- | ------------------------------ | -------------------------- | ----- |
| 1.  | Quechua song                   | peruvian folksong fragment | 7:12  |
| 2.  | O lord in thee is all my trust | Thomas Tallis              | 5:09  |
| 3.  | Estonian lullaby               | Veljo Tormis               | 1:58  |
| 4.  | Remember my dear               | XVIe siècle, Écosse        | 6:30  |
| 5.  | Gloria                         | Guillaume Dufay            | 6:03  |
| 6.  | Fayrfax africanus              | St Albans / Graet Dunmow   | 4:05  |
| 7.  | Agnus de                       | Antoine Brumel             | 8:38  |
| 8.  | Novus novus                    | XIIIe siècle, France       | 2:18  |
| 9.  | Se je fayz dueil               | Guillaume Le Rouge         | 5:12  |
| 10. | O ignis spiritus               | Hildegarde de Bingen       | 10:53 |